# Harpalyce lepidota
Harpalyce lepidota är en ärtväxtart som beskrevs av Paul Hermann Wilhelm Taubert. Harpalyce lepidota ingår i släktet Harpalyce och familjen ärtväxter. Inga underarter finns listade i Catalogue of Life.